# Nanoscale
Nanoscale ist eine wissenschaftliche Fachzeitschrift, die von der Royal Society of Chemistry veröffentlicht wird und sich mit allen Aspekten der Nanowissenschaft und Nanotechnologie beschäftigen. Die wöchentlich veröffentlichte englischsprachige Zeitschrift arbeitet nach dem Prinzip des Peer-Review.
Die Zeitschrift entsteht in Kooperation mit dem chinesischen National Center for Nanoscience and Technology (NCNST) in Peking und bildet zusammen mit der seit 2016 halbjährlich erscheinenden Fachzeitschrift Nanoscale Horizons und der seit 2018 erscheinenden Nanoscale Advances das Portfolio der Royal Society of Chemistry zur Nanowissenschaft und -technologie.
Der Impact Factor lag im Jahr 2020 bei 7,790. Nach der Statistik des Web of Science wird das Journal mit diesem Impact Factor in der Kategorie multidisziplinäre Chemie an 32. Stelle von 178 Zeitschriften, in der Kategorie multidisziplinäre Materialwissenschaft an 62. Stelle von 334 Zeitschriften, in der Kategorie Nanowissenschaft & Nanotechnologie an 29. Stelle von 106 Zeitschriften und in der Kategorie angewandte Physik an 23. Stelle von 160 Zeitschriften geführt.